# Promachus lateralis
Promachus lateralis är en tvåvingeart som först beskrevs av Walker 1860.  Promachus lateralis ingår i släktet Promachus och familjen rovflugor. Inga underarter finns listade i Catalogue of Life.